# Ренье III (граф Эно)
Ренье (Регинар) III (фр. Régnier III au Long Col, нем. Reginar III Langhals, ок.920 — 973, Чехия) — граф Эно (Геннегау) в 932/940 — 958 годах, сын Ренье II, графа Эно.

## Биография
В 924 году находился в заложниках к дяде, Гизельберту, герцогу Лотарингии.
После смерти отца Ренье унаследовал графство Эно. В 939 году Ренье вместе с братом Родольфом участвовал в восстании своего Гизельберта, Генриха, брата короля Оттона I, и герцога Франконии Эбергарда против короля, но после гибели Гизельберта Ренье и Родольф были вынуждены покориться королю.
Победа позволила Оттону назначить нового герцога в обход законных наследников. Новым герцогом он назначил своего брата Генриха. Воспитание единственного сына Гизельберта, Генриха (ум.943/944), он доверил графу Вердена Оттону (ум.944). Но уже в 940 году после неудачного восстания своего брата Генриха король Оттон был вынужден назначить герцогом Оттона Верденского, а после его смерти в 944 году — Конрада Рыжего, мужа своей дочери.
Однако Ренье вместе с братом Родольфом не успокоились. Они несколько раз восставали, опираясь на свой замок в Монсе борясь за наследство своего рода. Кроме того, Ренье и Родольф наладили отношения с королём Западно-Франкского королевства Людовиком IV Заморским, женившимся на вдове Гизельберта, Герберге Саксонской и предъявлявшим права на Лотарингию. В 944 году король Оттон направил для подавления мятежа герцога Швабии Германа I, однако после его ухода Ренье снова восстал. Только новому герцогу Лотарингии Конраду удалось привести к подчинению лотарингскую знать.
В 953 году Конрад Лотарингский поссорился с королём и принял участие в заговоре Лудольфа, старшего сына Оттона I. Тогда Ренье разбил Конрада на берегах Мааса. Но король Оттон, несмотря на заслуги Ренье, не захотел отдавать ему Лотарингию, назначив герцогом своего брата Бруно.
В 956 году Ренье III захватил часть личных владений Герберги, вдовы Гизельберта Лотарингского в Лотарингии (её так называемую «вдовью долю»), что вызвало поход её сына, короля Западно-Франкского королевства Лотаря на Монс. В результате похода Лотарь захватил жену Ренье и двух его сыновей, что позволило герцогу Бруно в обмен на заложников заставить Ренье вернуть захваченные земли. Но вскоре Ренье вновь восстал, но Бруно Лотарингский совместно с Лотарем подавили бунт. Ренье был захвачен в плен и выдан Оттону I, который в 958 году выслал его на границу Чехии, где он и умер, а его владения были конфискованы.
Графство Эно было разделено на 2 части: графство Монс и маркграфство Валансьен. Управление графством Монс Оттон поручил в июне 958 года пфальцграфу Лотарингии Готфриду (ум.964), а Валансьеном — графу Амори. Сыновья Ренье III, Ренье и Ламберт бежали во Францию, где нашли приют при королевском дворе.

## Брак и дети
Жена: Адель (ум. 961), возможно — дочь Гуго V, графа Нордгау. Дети:
- Ренье IV (ум.1013), титулярный граф Эно с 958, граф Эно (Геннегау) 973—974, граф Монса с 998; жена: с ок. 996 Гедвига (970—1013), дочь Гуго Капета, короля Франции
- Ламберт I (950—1015), граф Лувена с 988, маркграф Брюсселя с ок. 991, родоначальник Лувенского дома